# Kursywa (czasopismo)
Kursywa – magazyn literacki, dwumiesięcznik prezentujący literaturę (głównie autorów młodszego pokolenia). Czasopismo rozpoczęło swoją działalność w internecie w styczniu 2000. Drukiem „Kursywa” zaczęła ukazywać się najpierw jako dodatek literacki do dwumiesięcznika „Opcje”, w listopadzie 2003 na rynku czytelniczym pojawił się pierwszy samodzielny numer papierowy „Kursywy” („Numer bajeczny”, kolejny zaś „Międzynarodówka” – każdy z numerów ma swój własny tytuł, jak również charakter tematyczny). W każdym numerze czapopisma prezentowane są utwory poetyckie, proza oraz recenzje. Obecnie ukazywanie się czasopisma jest zawieszone.
Redakcja: Paweł Lekszycki, Paweł Sarna, Wojciech Brzoska, Adam Pluszka.